# Ultime Frontière
Ultime Frontière est une série de bande dessinée de science-fiction française du dessinateur Icar et du scénariste Leo, éditée en album en 2014 par Dargaud.

## Description

### Synopsis
Les habitants du village d'Erechim, situé à l'ultime frontière sur la planète Tau Ceti 5, vivent dans le pire cauchemar avec un terrible fermier tout puissant et un mystérieux monstre. Parmi eux se trouvent deux mercenaires, engagés par le maire du village pour rétablir la paix…

### Personnages
Jane JonesUne jeune femme brune portant la coupe au carré court, jolie et élégante, est la patronne de la « Jones & Jones Sécurité » en compagnie de son frère John et de sa mère-secrétaire Janice. Tout comme son frère, elle faisait partie du groupe d'élite des forces spéciales de l'Organisation des Nations unies avant de fonder une société de sécurité.
John JonesCe mercenaire au sens de l'humour noir est visiblement privé des jambes alors remplacés par des appareils locomoteurs depuis l'accident dans une mission des forces spéciales. Son signe particulier : il souffre d'entomophobie.
Ronald BurtonLe fermier tout-puissant au crâne d’œuf possède une gigantesque propriété, en compagnie d'une bande de motards voyous.
Ned BentonL'insupportable et hystérique maire du village d'Erechim qui, au début de l'aventure, n'en croyait pas ses yeux : il attendait des « gens très expérimentés » et ne voit qu'« une gamine et un paraplégique » lors de la venue des Jones.

## Analyse
Leo écrit une nouvelle série avec de nouveaux personnages pour le dessinateur Icar avec qui il avait récemment travaillé sur Terres lointaines et à qui il laisse « l'initiative, la liberté ».

## Postérité

### Accueil critique
Le magazine Planète BD note 2 sur 4 « bédiens », définissant par le « bien, sympathique », pour « cette nouvelle série, dont les premières pages semblent presque naïves dans leur effarante simplicité : les gentils cassent la figure aux méchants, sur fond d'humour. L'économie de psychologie et des dialogues très basiques sont des éléments frappants de ce premier tome ». Le Sceneario remarque, dans ce premier épisode, « quelques petites faiblesses côté dessin et couleurs. Quelques petites faiblesses aussi côté crédibilité du scénario (…). L’intrigue est classique et quelques ficelles sont grosses, mais qui sait ? On ne demande qu’à se faire surprendre ! ».

## Publications
- 1 Épisode 1, Dargaud,  (ISBN 978-2-2050-7185-6), septembre 2014
Scénario : Leo - Dessin et couleurs : Icar
- 2 Épisode 2, Dargaud,  (ISBN 978-2-2050-7404-8), octobre 2015
Scénario : Leo - Dessin : Icar - Couleurs : Florence Spitéri
- 3 Épisode 3, Dargaud,  (ISBN 978-2-2050-7523-6), septembre 2016
Scénario : Leo - Dessin : Icar - Couleurs : Christian Lerolle
- 4 Épisode 4, Dargaud,  (ISBN 978-2-2050-7638-7), juin 2017
Scénario : Leo - Dessin : Icar - Couleurs : Christian Lerolle